# 고대 북부 동아시아인
고고유전학에서 고대 북부 동아시아인(Ancient Northern East Asian, ANEA)은 고대의 동아시아 북부, 곧 바이칼에서부터 현대의 북중국(황하강 유역 또는 친링-화이허 선까지)에 이르는 지역의 인구와 연관된 조상 구성요소를 통틀어 가리키는 말이다. 이들은 기원전 20,000년에서 26,000년 경에 고대 남부 동아시아인에서 갈라져 나온 것으로 추정된다.
고대 북부 동아시아인 계통은 아무르 지역의 후기 구석기(약 19kya) 시대 표본(Amur19k)을 비롯하여, 위민(중국 지린성 育民향), 악마의 문 동굴(~7.7kya), 산둥(~9.5-7.5kya) 및 바이칼호(~7.1-6.3kya)에서 발견된 유해를 포함한 초기 신석기 시대의 여러 샘플에서 나타난다.

## 하위 그룹
고대 북부 동아시아인(ANEA)은 크게 3개의 하위 그룹으로 구분할 수 있는데, 곧 "고대 동북아시아인"(Ancient Northeast Asians), "신시베리아인"(Neo-Siberians), "황하 농경민"(Yellow River farmers)이다. 고대 북부 동아시아인은 이름이 유사한 "고대 동북아시아인"(ANA) 계통과는 구별되어야 한다. "아무르 혈통"(Amur ancestry)으로도 알려져 있는 이 계통은 ANEA의 하위 그룹으로서, 특히 현재로부터 7~4천 년 전 아무르 지역의 수렵채집민으로 대표되며 나중에 극동 시베리아, 몽골, 바이칼 지역으로 확장되었는데, 초기 신석기시대 바이칼 지역에서 분명히 나타나는 더 일찍 확장된 "신시베리아인" 등의 다른 고대 북부 동아시아인과 가장 밀접한 관련이 있다.
북아시아에서는 고대 북부 동아시아인 계통의 초기 분파가 고대 북유라시아인(Ancient North Eurasians)과 결합하여 고대 고시베리아인(Ancient Paleo-Siberians)을 형성했다. 동아시아에서는 고대 북동아시아 계통에 고대 남부 동아시아인(Ancient Southern East Asians)의 소규모 혼합이 더해져 "황하 농경민" 집단이 형성되었다. 황하 농경민은 중국-티베트계 언어의 확산과 결부지어진다.
"신시베리아인" 또는 "내륙 동북아시아인"(Yumin 수렵채집민과 Transbaikal_EMN 혈통을 포함)은 약 14,000년 전 일어난 고대 북부 동아시아인의 내륙 확장 경로와 관련이 있다. 이들은 고대 동북아시아인(ANA) 조상을 지닌 "아무르 수렵채집민"(7,000~14,000년 전)과는 구별된다. 신시베리아인은 주로 바이칼 지역의 신석기 및 청동기 시대 인구에 기여했으며, 여기에는 키토이(Kitoi) 문화(기원전 5,200~4,200년)의 신석기 바이칼 수렵채집민, 후기 신석기/청동기 시대의 야쿠티아, 동시베리아와 알타이-사얀 지역의 크라스노야르스크 그룹이 포함된다. 이들은 우랄조어 사용자들의 초기 확산과 연결될 가능성이 있으며, 고대 고시베리아인과 함께 (초기 예니세이어족 화자와 연관이 있는) 글라조코보 문화(기원전 약 2,500년)의 청동기 시대 서바이칼 수렵채집민과 연결될 수 있다.
중석기 시대 아무르 표본들(약 7-14kya)과 몽골에서 발견된 후속 샘플로 대표되는 고대 동북아시아인은 "신시베리아인"과 유사 집단의 분산 이후 확장되었으며, 튀르크어족, 몽골어족, 퉁구스어족의 화자의 확산과 연관되었을 가능성이 있다.